# Chuckawalla Valley State Prison
Chuckawalla Valley State Prison (CVSP) är ett delstatligt fängelse för manliga intagna och är belägen i Blythe, Kalifornien i USA, en bit söder om vägen Interstate 10. Fängelset ligger också granne med ett annat delstatligt fängelse i Ironwood State Prison. CVSP förvarar intagna som är klassificerade för säkerhetsnivån "medel". Den har en kapacitet på att förvara 1 738 intagna men för den 16 november 2022 var det överbeläggning och den förvarade 2 058 intagna.
Fängelset invigdes i december 1988.